# Artère carotico-tympanique
L'artère carotico-tympanique est une artère systémique paire, parfois double, de la tête. Elle vascularise le tube auditif et la cavité tympanique.

## Origine
L'artère carotico-tympanique est une petite branche qui nait de la portion intrapétreuse de l'artère carotide interne. 

## Trajet
L'artère carotico-tympanique chemine dans le canalicule carotico-tympanique accompagnée du nerf carotico-tympanique et rejoint la cavité tympanique. Elle s'anastomose avec l'artère tympanique antérieure issue de l'artère maxillaire et l'artère stylo-mastoïdienne provenant de l'artère auriculaire postérieure.
L'artère carotico-tympanique assure la vascularisation de la partie inférieure de la muqueuse de la cavité tympanique.